# Ga Taepyeong
Ga Taepyeong (Tiếng Hàn: 태평역, Hanja: 太平驛) là ga trên Tuyến Bundang giữa Đại học Gachon và Moran. Nó nằm trên Seongnam-daero, Sujeong-gu, Seongnam-si, Gyeonggi-do và gần với Căn cứ không quân Tancheon và Seoul.

## Bố trí ga
| ↑ Đại học Gachon |
| \| １            |
| Moran ↓          |

| １ | ●Tuyến Suin–Bundang | → Hướng đi Moran · Seohyeon · Giheung · Suwon · Incheon →      |
| ２ | ●Tuyến Suin–Bundang | ← Hướng đi Gaepo-dong · Seolleung · Seonjeongneung · Wangsimni |